# アダム・シュタイグレーダー
アダム・シュタイグレーダー（Adam Steigleder, 1561年 - 1633年）は、ドイツの音楽家。
父はヴュルテンベルク宮廷のオルガン奏者ウツ・シュタイグレーダー。息子に『リチェルカーレ・タブラチュア』で名高いヨハン・ウルリッヒがいる。アダムは、父ウツの補佐で、後にその跡を継いだシモン・ロエに学んだ。ヨハン・ヴォルツの『新オルガン・タブラチュア曲集』（1617年）には、アダムの作品とされるトッカータ、フーガ、舞曲などが収められている。しかし、その真偽は定かではない。